# Diocesi di San Miguel (Argentina)
La diocesi di San Miguel (in latino Dioecesis Sancti Michaëlis in Argentina) è una sede della Chiesa cattolica in Argentina suffraganea dell'arcidiocesi di Buenos Aires. Nel 2023 contava 976.000 battezzati su 1.123.000 abitanti. È retta dal vescovo Damián Nannini.

## Territorio
La diocesi comprende quattro distretti (partidos) della provincia di Buenos Aires: San Miguel, Malvinas Argentinas, José Clemente Paz, nonché una parte del distretto di Pilar.
Sede vescovile è la città di San Miguel, dove si trova la cattedrale di San Michele arcangelo.
Il territorio si estende su 206 km² ed è suddiviso in 30 parrocchie.

## Storia
La diocesi è stata eretta l'11 luglio 1978 con la bolla Tutius ut consuleretur di papa Paolo VI, ricavandone il territorio dalla diocesi di San Martín.
Il 18 settembre 2003 la Congregazione per il culto divino e la disciplina dei sacramenti ha confermato Nostra Signora di Luján patrona principale della diocesi.

## Cronotassi dei vescovi
Si omettono i periodi di sede vacante non superiori ai 2 anni o non storicamente accertati.
- Horacio Alberto Bózzoli † (11 luglio 1978 - 19 gennaio 1983 nominato arcivescovo di Tucumán)
- José Manuel Lorenzo † (26 novembre 1983 - 12 novembre 1994 deceduto)
- Abelardo Francisco Silva † (12 novembre 1994 succeduto - 17 maggio 2000 ritirato)
- José Luis Mollaghan † (17 maggio 2000 - 22 dicembre 2005 nominato arcivescovo di Rosario)
- Sergio Alfredo Fenoy (5 dicembre 2006 - 17 aprile 2018 nominato arcivescovo di Santa Fe de la Vera Cruz)
- Damián Nannini, dal 7 novembre 2018

## Statistiche
La diocesi nel 2023 su una popolazione di 1.123.000 persone contava 976.000 battezzati, corrispondenti all'86,9% del totale.
| anno | popolazione | popolazione | popolazione | presbiteri | presbiteri | presbiteri | presbiteri                | diaconi | religiosi | religiosi | parrocchie |
| anno | battezzati  | totale      | %           | numero     | secolari   | regolari   | battezzati per presbitero | diaconi | uomini    | donne     | parrocchie |
| ---- | ----------- | ----------- | ----------- | ---------- | ---------- | ---------- | ------------------------- | ------- | --------- | --------- | ---------- |
| 1980 | 651.000     | 700.000     | 93,0        | 83         | 15         | 68         | 7.843                     |         | 109       | 244       | 14         |
| 1990 | 681.000     | 750.000     | 90,8        | 95         | 29         | 66         | 7.168                     |         | 146       | 310       | 20         |
| 1999 | 880.000     | 990.000     | 88,9        | 94         | 27         | 67         | 9.361                     | 6       | 165       | 278       | 22         |
| 2000 | 881.000     | 992.000     | 88,8        | 112        | 39         | 73         | 7.866                     | 5       | 165       | 283       | 22         |
| 2001 | 900.000     | 1.050.000   | 85,7        | 95         | 42         | 53         | 9.473                     | 5       | 127       | 218       | 25         |
| 2002 | 900.000     | 1.050.000   | 85,7        | 92         | 38         | 54         | 9.782                     | 5       | 129       | 220       | 25         |
| 2003 | 900.000     | 1.050.000   | 85,7        | 95         | 40         | 55         | 9.473                     | 6       | 147       | 228       | 25         |
| 2004 | 800.000     | 835.200     | 95,8        | 94         | 39         | 55         | 8.510                     | 7       | 137       | 228       | 26         |
| 2010 | 852.000     | 986.000     | 86,4        | 81         | 39         | 42         | 10.518                    | 10      | 106       | 210       | 27         |
| 2014 | 888.000     | 1.022.000   | 86,9        | 94         | 36         | 58         | 9.446                     | 9       | 130       | 125       | 29         |
| 2017 | 917.220     | 1.055.110   | 86,9        | 85         | 37         | 48         | 10.790                    | 9       | 77        | 130       | 29         |
| 2020 | 945.600     | 1.087.800   | 86,9        | 73         | 40         | 33         | 12.953                    | 10      | 47        | 140       | 30         |
| 2022 | 963.360     | 1.108.290   | 86,9        | 75         | 37         | 38         | 12.844                    | 10      | 49        | 101       | 30         |
| 2023 | 976.000     | 1.123.000   | 86,9        | 63         | 38         | 25         | 15.492                    | 10      | 36        | 58        | 30         |